# Domagojović-ház
A Domagojović-ház egy horvát uralkodóház, amelyből a kora középkorban horvát fejedelmek származtak. Nevét őséről, Domagoj horvát fejedelemről kapta, aki 864-ben került hatalomra, I. Trpimir horvát fejedelem, a Trpimirović-ház alapítójának halála után. A dinasztia a 9. században, egy kis szünettel a 864 és 892 közötti időszakban uralta a Tengerparti Horvátországot. A Domagojevićek inkább Róma, míg a Trpimirović dinasztia inkább Bizánc felé orientálódott.    

## Története
A korabeli szűkös források szerint a Domagojevićek délről, az akkori Vörös-Horvátország területéről, a Neretva vidékéről származtak. A 9. század közepén Knin környékén voltak birtokaik. Amikor Trpimir horvát fejedelem 864-ben meghalt, egyik fia követte őt a trónon, de Domagoj közbelépett és erőszakkal átvette a hatalmat. Körülbelül 12 évig uralkodott, majd amikor 876-ban meghalt, egyik fia követte, egyes források szerint Iljko, mások szerint Inoslav, de a pontos név nem ismert.
878-ban ismét trónfosztás történt, és a Domagojevićek helyett a bizánciak segítségével rövid időre ismét a Trpimirović-dinasztiából származó Zdeszláv herceg került hatalomra.  879-ben Branimir fejedelem személyében a Tengerparti Horvátországot már ismét a Domagojevićek uralták, akitet a pápa is támogatott. Branimir származása nem ismert pontosan, de egyes források szerint vagy Domagoj fia, vagy családtagja volt. Branimir egészen a 9. század utolsó évtizedének elejéig kormányozta a Tengerparti Horvátországot, de 892-ben már Muncimir horvát fejedelem személyében ismét a Trpimirović-ház került a trónra, ami egyben a két uralkodóház közötti kölcsönös rivalizálás végét is jelentette. 
A Domagojević-ház uralma nemcsak dinasztiaváltást, hanem a középkori horvát állam politikai és stratégiai irányultságának alapvető változását is jelentette. Míg az első Trpimirovićok inkább Bizáncra támaszkodtak, addig a Domagojevićek nyugatra, különösen a pápaság felé orientálódtak. Az ő idejükben Horvátország növelte és megszilárdította függetlenségét, mind Bizánccal, mind a frank állammal szemben.

## A Domagojović-ház uralkodói
- Domagoj (864. – 876.)
- Iljko (876./878. - 879.)
- Branimir (892. - 910.)